# Научно-исследовательский технологический институт «ТЕСАР»
Научно-исследовательский технологический институт «ТЕСАР» — научное и промышленное предприятие в городе Саратове, основанное в 1962 году и занятое научными исследованиями, разработками и производством высокотехнологичного оборудования для авиационной, нефтегазовой, энергетической, железнодорожной, машиностроительной и химической отраслей промышленности.

## История

Приказ о создании НИТИ «ТЕСАР»

НИТИ «ТЕСАР» было создано 13 ноября 1962 года приказом Председателя Государственного комитета Совета Министров СССР по авиационной технике Дементьева П. В. Исполняющим обязанности начальника института был назначен Бочкарёв Юрий Иванович. Поначалу институт не имел своих площадей и первая лаборатория была основана на площадях ОКБ Саратовского электроприборостроительного завода имени Серго Орджоникидзе.
Перед институтом были поствлены задачи: обеспечение совместно с НИИ и ОКБ отрасли быстрого освоения и выпуска современных авиационных приборов, разработка методов крупносерийного производства авиаприборов, агрегатов и систем на основе достижения высокой технологичности изделий, разработка перспективных техпроцессов, обеспечивающих высокую точность авианавигационного оборудования, проектирование и изготовление опытных образцов специализированного оборудования, средств автоматизации и механизации производственных процессов механообработки, сборки и испытаний.
В 1963 году начальником института был назначен Грачёв Константин Андреевич. В это время институтом открыты еще две лаборатории на базе Саратовского электроагрегатного производственного объединения и Саратовского авиационного завода. К концу 1963 года численность сотрудников института достигла 200 человек.
В 1964 году были открыты филиалы в Тамбове и Москве, а также заложены собственные производственные и научные площади в Октябрьском ущелье города Саратова и жилой микрорайон. В 1966 году были сданы инженерно-лабораторный корпус, корпус экспериментальных работ, цеха опытного производства, общественно-бытовой комплекс, а также первые жилые многоквартирные дома микрорайона.
Научно-производственная деятельность института охватывала все основополагающие технологические направления в производстве авиаприборов и агрегатов, в том числе высокопроизводительные и ресурсосберегающие технологии получения точных заготовок и деталей из металлических сплавов и неметаллов, базовые технологии в производстве изделий микроэлектроники, плат печатного монтажа, обеспечение промышленной чистоты, механообработку (включая труднообрабатываемые материалы — керамику, стекло, ситалл), производство твердосплавного мелкоразмерного концевого режущего инструмента, прецизионные виды сварки и пайки, разработку методов и создание измерительных приборов, средств и систем автоматизированного контроля.
Многие сотрудники института удостоены Государственных премий РСФСР в области науки и техники, Премий Совета Министров СССР и других.
В декабре 1992 года институт реаргонизован в открытое акционерное общество.
В 2005 году из предприятия выделены основные направления в качестве дочерних компаний: ООО «Тесар-Экогаль», ООО «Тесар-Инжиниринг» и ООО «Тесар-Центр».

## Руководители
- Бочкарёв, Юрий Иванович, и. о. начальника института, кандидат технических наук (1962—1963);
- Грачёв, Константин Андреевич, начальник института, кандидат технических наук (1963—1992);
- Сячин, Евгений Тимофеевич, генеральный директор, кандидат технических наук (1992—1993);
- Бербер, Виктор Алексеевич, генеральный директор, доктор технических наук, профессор (1993—2002);
- Черняховский, Михаил Михайлович, генеральный директор (2002—2003);
- Антипин, Михаил Викторович, генеральный директор, кандидат экономических наук (2003—2004);
- Осипова, Ирина Константиновна, генеральный директор (2004—2005);
- Хон, Афанасий Вонирович, генеральный директор (2005—2025);
- Максимов, Дмитрий Борисович, генеральный директор (с 2025).